# Cujo
Cujo és una pel·lícula estatunidenca dirigida per Lewis Teague i estrenada l'any 1983, adaptació de la novel·la Cujo de Stephen King. Ha estat doblada al català.

## Argument
Cujo, un St-Bernard molt gros però molt amable, és mossegat per un ratpenat enragée. Rosegat per la malaltia, mata el seu amo Jo Camber, que és mecànic, i també el seu veí.
No gaire lluny d'allà, la família Trenton també té problemes: el petit Tad té por del monstre en el seu armari, mentre que Vic Trenton descobreix que la seva dona té un amant. Ha d'absentar-se pels seus negocis i deixa a Donna l'encàrrec de portar el cotxe a Jo Camber perquè el repari. Donna hi va amb el seu fils i el cotxe queda definitivament avariat al mig del patí del mecànic, quan Cujo apareix. El gos ataca el cotxe i terroritza els seus ocupants.
Donna i el seu fill queden presoners en el cotxe avariat, sense aigua, ni menjar, però Donna farà algunes temptatives de sortir, sense èxit.
S'arrisca de morir, quan surt i descobreix que el gos no és pas allà on pensava que era, mentre que és darrere d'ella, i el gos arriba a entrar en el cotxe. Donna es veu obligada a intentar matar el gos, per poder portar aigua i menjar al seu fill, mentre que el gos és particularment agressiu quan el telèfon sona.
Fins i tot un policia, armat, és mort per Cujo que atrapa les seves víctimes al coll i les asfixia.

## Repartiment
- Dee Wallace: Donna Trenton
- Danny Pintauro: Tad Trenton
- Daniel Hugh Kelly: Vic Trenton
- Christopher Stone: Steve Kemp
- Ed Lauter: Joe Camber
- Kaiulani Lee: Charity Camber
- Billy Jayne: Brett Camber
- Mills Watson: Gary Pervier
- Sandy Ward: Bannerman
- Jerry Hardin: Masen
- Merritt Olsen: el professor
- Arthur Rosenberg: Roger Breakstone
- Terry Donovan-Smith: Harry
- Robert Elross: Meara
- Robert Behling: Fournier

## Rebuda
La pel·lícula ha conegut un cert èxit comercial, informant al box-office una mica més de 21 milions de dòlars a Nord-amèrica per un pressupost de 5 milions.
Ha rebut una rebuda de la crítica prou variada, recollint un 61% de crítiques positives, amb una nota mitjana de 5,7/10 i sobre la base de 28 crítics, en el lloc Rotten Tomatoes.

## Al voltant de la pel·lícula
- El rodatge s'ha desenvolupat a Glen Ellen, Mendocino, Petaluma i Santa Rosa, a Califòrnia.
- La pel·lícula havia d'estar dirigida inicialment per Peter Medak.
- La pel·lícula és citada implícitament en el 12e episodi de la 8e temporada del fulletó Friends. L'escena és interpretada per Jennifer Aniston i Matt Leblanc

## Premis i nominacions
- Nominació al premi a la millor pel·lícula de terror, per l'Acadèmia de cinema de ciència-ficció, fantàstic i de terror l'any 1984.
- Nominació al premi al millor segon paper interpretat per un nen per Danny Pintauro, en els premis Young Artist el 1984.
- Premi del públic i nominació al premi a la millor pel·lícula, en el festival Fantasporto l'any 1987.